# Club Atlético Almirante Brown
Pour les articles homonymes, voir Almirante Brown.
Maillots
Dernière mise à jour : 28 octobre 2024.
Le Club Atlético Almirante Brown est un club argentin de football basé à San Justo dans le grand Buenos Aires. Le stade du club "Fragata presidente Sarmiento" se situe à Isidro Casanova (en) dans le département de La Matanza. Il est connu pour être le club le plus populaire de la banlieue ouest de la capitale argentine. Malgré son niveau actuel (Primera B Métropolitana, équivalent du National), le club déchaîne toujours les passions depuis sa création en 1922. Almirante Brown a comme principaux rivales : C.D Moron, C.A Nueva Chicago, Deportivo Laferrere entre autres. Il a également noué une rivalité sportive avec l'Estudiantes de Caseros.

## Historique
- Fondée le 17 janvier 1922 à San Justo.
- Il porte les mêmes couleurs que son voisin et ogre uruguayen : Peñarol.
- Almirante Brown est un club historique de "l'Ascenso" (divisions inférieures du football argentin), de manière générale, Almirante Brown a toujours été reconnu comme un club de Primera B Nacional d’où son surnom "El Capo del Nacional". Depuis 2014, il végète en troisième division et a du mal à se régénérer sportivement. En raison de problèmes récurrents de la part de ses « Barras Bravas » qui font partie des plus dangereux du pays, le club a reçu énormément de sanctions de la part de  Association du football argentin. Durant la saison 2014/2015 de la primera B Metropolitana, le club évoluait soit à huis clos, soit sur terrain neutre. Aujourd'hui, le club est de retour dans son stade mais uniquement les "socios" ont l'autorisation d'y accéder. Quand il accueillait l'ogre Club Altético River Plate pour la saison 2011/2012 ou le géant Independiente la saison suivante dans un stade qui affichait complet avec une ambiance digne des enceintes les plus mythiques du pays, actuellement il se trouve à moitié vide et l'ambiance n'est clairement pas au rendez-vous car les différents groupes de supporteurs ont été radiés.

## Entraîneurs célèbres
- Oswaldo Piazza (1990-1991)
- Gerardo Martino (1998)

## Palmarès
Primera B Métropolitana : 2007, 2010
Saisons en Primera Division : 0
Saisons en Primera B Nacional : 37
Saisons en Primera B Metropolitana : 24
Saisons en Primera C (4ème division) : 1